# Javier Carnero Sierra
Javier Carnero Sierra (Málaga, 1969) es un político español, ex-consejero de Empleo, Empresa y Comercio de la Junta de Andalucía.

## Biografía
Es licenciado en Derecho por la Universidad de Granada.. Posee un curso de Alta Dirección de Instituciones Sociales del Instituto de San Telmo y otro de Ecoauditorías y Planificación Empresarial del Medio Ambiente por el Instituto de Investigaciones Ecológicas de Barcelona. Desde 2015 desempeñaba el cargo de consejero delegado de la Empresa Pública para la Gestión del Turismo y el Deporte de Andalucía, dependiente de la Consejería de Turismo y Deporte.
En su trayectoria política, ha sido entre 2012 y 2015 delegado territorial de Agricultura, Pesca y Medio Ambiente en Málaga, así como alcalde de Benalmádena en dos periodos, de 2007 a 2009 y de junio de 2011 a junio de 2012. Asimismo, fue responsable técnico de la Escuela de Empresas de Coín (2004-2007); técnico del Centro de Apoyo al Desarrollo Empresarial (CADE) en el Parque Tecnológico de Málaga (2009-11), diputado provincial (2011-2012) y autonómico (2019-2022).